# Papaipema cataphracta
Papaipema cataphracta là một loài bướm đêm trong họ Noctuidae.

## Hình ảnh

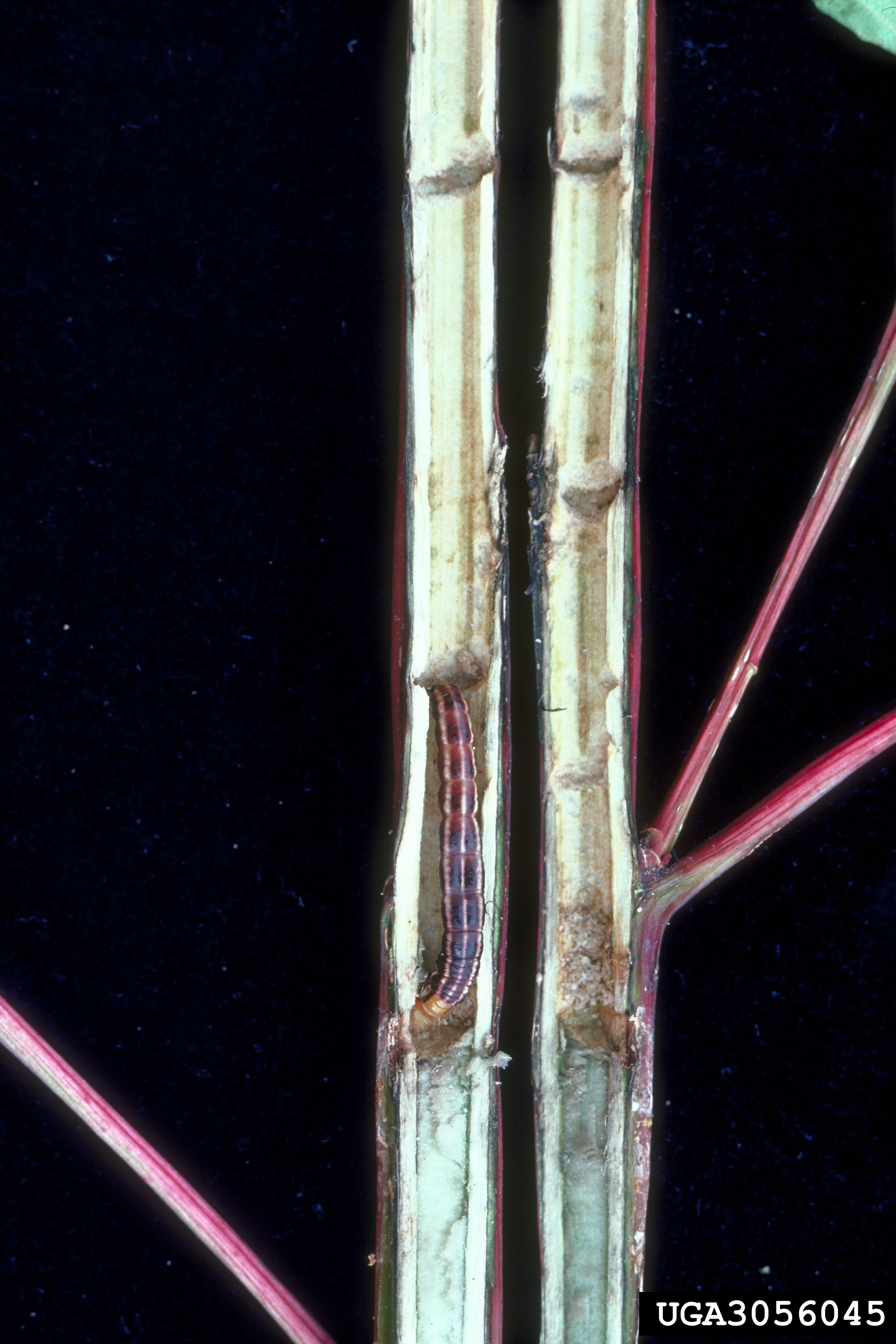